# Bruno Pinheiro (allenatore di calcio)
Bruno Miguel Nogueira Pinheiro, noto semplicemente come Bruno Pinheiro (Charneca de Caparica, 30 ottobre 1976), è un allenatore di calcio portoghese, tecnico dell'Eupen.

## Carriera
Il 9 agosto 2024 diventa il nuovo allenatore del Gil Vicente.

## Statistiche da allenatore
Statistiche aggiornate al 31 maggio 2023. In grassetto le competizioni vinte.
| Stagione             | Squadra              | Campionato           | Campionato | Campionato | Campionato | Campionato | Coppe nazionali | Coppe nazionali | Coppe nazionali | Coppe nazionali | Coppe nazionali | Coppe continentali | Coppe continentali | Coppe continentali | Coppe continentali | Coppe continentali | Altre coppe | Altre coppe | Altre coppe | Altre coppe | Altre coppe | Totale | Totale | Totale | Totale | % Vittorie | Piazzamento |
| Stagione             | Squadra              | Comp                 | G          | V          | N          | P          | Comp            | G               | V               | N               | P               | Comp               | G                  | V                  | N                  | P                  | Comp        | G           | V           | N           | P           | G      | V      | N      | P      | %          | Piazzamento |
| -------------------- | -------------------- | -------------------- | ---------- | ---------- | ---------- | ---------- | --------------- | --------------- | --------------- | --------------- | --------------- | ------------------ | ------------------ | ------------------ | ------------------ | ------------------ | ----------- | ----------- | ----------- | ----------- | ----------- | ------ | ------ | ------ | ------ | ---------- | ----------- |
| 2020-2021            | Estoril Praia        | SL                   | 34         | 20         | 10         | 4          | TP+CdL          | 7+1             | 5+0             | 0+0             | 2+1             | -                  | -                  | -                  | -                  | -                  | -           | -           | -           | -           | -           | 42     | 25     | 10     | 7      | 59,52      | 1°          |
| 2021-2022            | Estoril Praia        | PL                   | 34         | 9          | 12         | 13         | TP+CdL          | 3+2             | 2+1             | 0+0             | 1+1             | -                  | -                  | -                  | -                  | -                  | -           | -           | -           | -           | -           | 39     | 12     | 12     | 15     | 30,77      | 9°          |
| Totale Estoril Praia | Totale Estoril Praia | Totale Estoril Praia | 68         | 29         | 22         | 17         |                 | 13              | 8               | 0               | 5               |                    | -                  | -                  | -                  | -                  |             | -           | -           | -           | -           | 81     | 37     | 22     | 22     | 45,68      |             |
| lug.-nov. 2023       | Al-Sadd              | QSL                  | 7          | 6          | 1          | 0          | FACup+EQC       | 2+0             | 0               | 0               | 2+0             | ACL                | 4                  | 1                  | 1                  | 2                  | CdC         | 4           | 2           | 1           | 1           | 17     | 9      | 3      | 5      | 52,94      | Eson.       |
| 2024-2025            | Gil Vicente          | PL                   | 7          | 2          | 4          | 1          | CP+CdL          | 1+0             | 1+0             | 0+0             | 0+0             | -                  | -                  | -                  | -                  | -                  | -           | -           | -           | -           | -           | 8      | 3      | 4      | 1      | 37,50      |             |
| Totale carriera      | Totale carriera      | Totale carriera      | 82         | 37         | 27         | 18         |                 | 16              | 9               | 0               | 7               |                    | 4                  | 1                  | 1                  | 2                  |             | 4           | 2           | 1           | 1           | 106    | 49     | 29     | 28     | 46,23      |             |

## Palmarès

### Competizioni nazionali
- Segunda Liga: 1

Estoril Praia: 2020-2021